# Timbulun
Timbulun is een bestuurslaag in het regentschap Sijunjung van de provincie West-Sumatra, Indonesië. Timbulun telt 3064 inwoners (volkstelling 2010).